# گورو رام داس
گورو رام داس (پنجابی:ਗੁਰੂ ਰਾਮ ਦਾਸ) (زاده شده در لاهور، پنجاب (پاکستان)، در ۲۴ سپتامبر ۱۵۳۴ برابر با ۲ مهر ۹۱۳ هجری خورشیدی - درگذشته در آمریتسار، پنجاب (پاکستان)، هند در ۱۵۸۱ برابر با ۱۰ شهریور ۹۶۰ هجری خورشیدی) چهارمین گورو از گورهای دهگانه آئین سیک بود؛ او در روز ۳۰ اوت ۱۵۷۴ میلادی برابر با ۸ شهریور ۹۵۳ شمسی، پس از مرگ گورو امرداس، پیشوایی مذهبی و سیاسی سیک‌ها را برعهده گرفت.
او با جوانترین دختر گورو امرداس به نام بی بی بهانی ازدواج کرده بود. او سراینده کتاب لاوا در مورد تشریفات مذهبی و آداب ازدواج است. او پیش از مرگ، جوانترین پسرش گورو ارجن را به جانشینی خود برگزید.